# Altmannsgrün (Treuen)

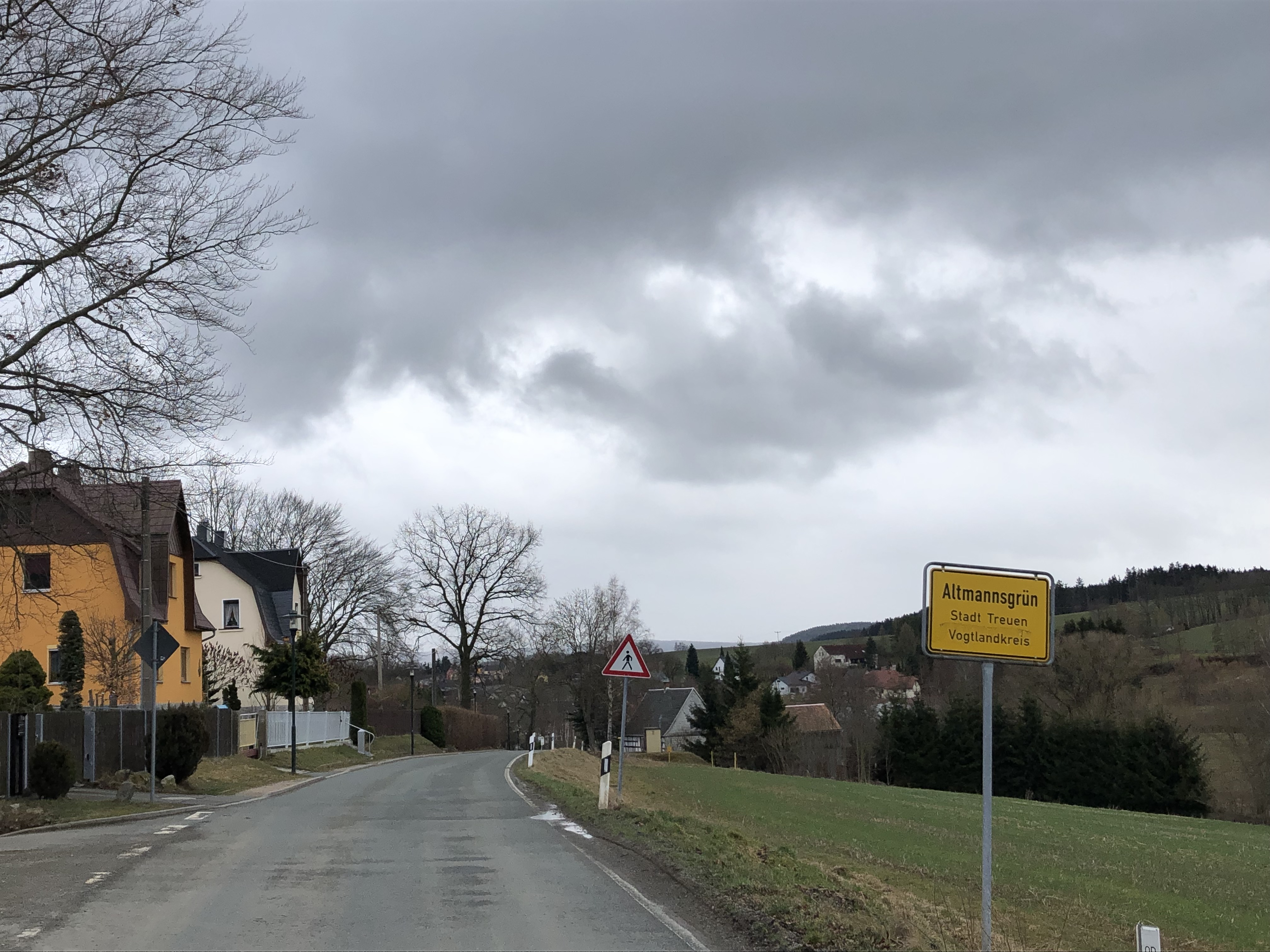
Ortseingang Altmannsgrün (2019)

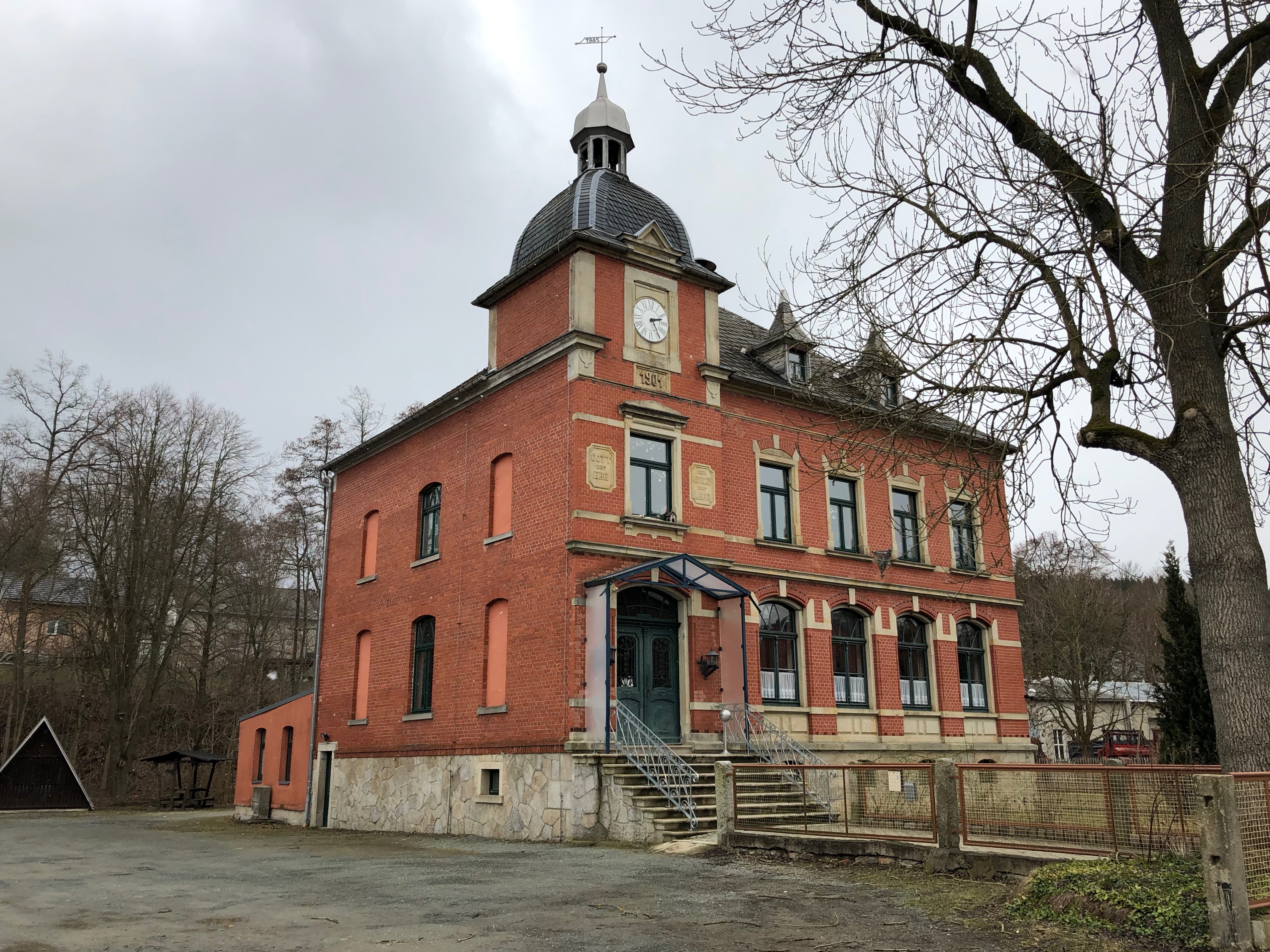
Ehemalige Schule (2019)

Altmannsgrün ist ein Ortsteil der Stadt Treuen im Vogtlandkreis (Freistaat Sachsen). Er wurde am 1. April 1993 eingemeindet.

## Geografie

### Lage
Altmannsgrün liegt südlich von Treuen im Osten des Naturraumes Vogtland im sächsischen Teil des historischen Vogtlands. Die Siedlung liegt an der Trieb, die in die Weiße Elster entwässert.

### Nachbarorte
| Wetzelsgrün | Treuen                                      | Mahnbrück       |
| Zobes       | Kompassrose, die auf Nachbargemeinden zeigt | Schreiersgrün   |
|             | Schönau mit Siebenhitz                      | Unterlauterbach |

## Geschichte
Das Waldhufendorf Altmannsgrün wurde im Jahr 1333 erstmals erwähnt. Die Grundherrschaft über den Ort lag bis ins 19. Jahrhundert anteilig bei den Rittergütern Treuen oberen und unteren Teils und Neuensalz. Ein weiterer Teil unterstand als Amtsdorf direkt dem Amt Plauen. In Altmannsgrün gab es einst drei Mühlen, die Obere Treichels Mühle, die Mittlere Mühle am Bärenbach und die Untere Mühle. Letztere wurde aufgrund ihrer Baufälligkeit in jüngerer Zeit abgerissen.
Altmannsgrün lag bis 1856 im kursächsischen bzw. königlich-sächsischen Amt Plauen. 1856 wurde der Ort dem Gerichtsamt Treuen und 1875 der Amtshauptmannschaft Auerbach angegliedert. Durch die zweite Kreisreform in der DDR kam die Gemeinde Altmannsgrün im Jahr 1952 zum Kreis Auerbach im Bezirk Chemnitz (1953 in Bezirk Karl-Marx-Stadt umbenannt), der ab 1990 als sächsischer „Landkreis Auerbach“ fortgeführt wurde und 1996 im Vogtlandkreis aufging.
Am 1. April 1993 erfolgte die Eingemeindung nach Treuen. Die Alte Schule im Zentrum des Orts wurde zu einem Bürgerhaus umgebaut, dessen Räumlichkeiten für Feste und verschiedene Veranstaltungen genutzt werden kann. Der im Jahr 1993 gegründete „Kultur- und Heimatverein Altmannsgrün“ ist der einzige Verein des Orts.

### Einwohnerstatistik
1557 lebten in Altmannsgrün 19 besessene Mann, 2 Häusler und 9 Inwohner; 1764 waren es 32 besessene Mann und 5 Häusler.
| Jahr          | 1834 | 1871 | 1890 | 1910 | 1925 | 1939 | 1946 | 1950 | 1964 | 1990 |
| ------------- | ---- | ---- | ---- | ---- | ---- | ---- | ---- | ---- | ---- | ---- |
| Einwohnerzahl | 247  | 387  | 395  | 514  | 507  | 434  | 476  | 466  | 439  | 304  |

1910 war Altmannsgrün unter den 69 Kommunen der Amtshauptmannschaft Auerbach auf Rang 48 der Einwohnerstatistik. 1925 lebten im Ort 483 Lutheraner, 4 Katholiken und 20 andersgläubige.

## Öffentlicher Nahverkehr
Altmannsgrün ist mit der vertakteten RufBus-Linie 73 des Verkehrsverbunds Vogtland an Treuen und Bergen angebunden.